# کارل گوتفریت پائول دوله
کارل گوتفریت پائول دوله (آلمانی: Karl Gottfried Paul Döhle؛ ‏ ۶ ژوئن ۱۸۵۵ – ۷ دسامبر ۱۹۲۸) آسیب‌شناس و استاد دانشگاه اهل آلمان بود. وی در توبینگن، لایپزیگ، استراسبورگ و کیل تحصیل کرد و مدرک دکترای خود را در سال ۱۸۸۲ دریافت کرد. او از سال ۱۹۲۱ «پروفسور اوردیناریوس» (استادتمام) دانشگاه کیل شد. دلیل شهرت دوله کارهایی است که در زمینهٔ آسیب‌شناسی بافتی به‌ویژه دربارهٔ التهاب آئورت ناشی از سیفلیس انجام داد و موجب درک بهتری از آئورت سیفلیسی گردید. اجسام دوله در نوتروفیل‌ها نیز به افتخار او نام‌گذاری شده‌اند.